# Caso Cochinilla
El caso Cochinilla refiere a un escándalo político de corrupción en Costa Rica revelado el 14 de junio de 2021, donde se cuestiona una red de crimen organizado destinada a favorecer a empresas privadas específicas en licitaciones de construcción, rehabilitación y mantenimiento de la red vial costarricense, a cambio de sobornos y favores para funcionarios públicos.
La investigación destapó la existencia de una red de entre 32 a 75 personas en la que se llevaban a cabo actividades que encajan en los delitos de cohecho, peculado, pagos irregulares de contratos administrativos, tráfico de influencias, malversación de fondos, asociación ilícita, estafas y falsedad ideológica.
El Organismo de Investigación Judicial y el Ministerio Público iniciaron la investigación en el año 2019, luego de denuncias que señalaban la existencia de un grupo de funcionarios en el Consejo Nacional de Vialidad (Conavi), ente adscrito al Ministerio de Obras Públicas y Transportes (MOPT), que favorecían ilícitamente a las empresas constructoras Meco, Hernán Solís, Cacisa, L.G.C, Montesdes, Puentes y Calzadas S.A., Dinaju S.A., Galindo Solutions, Dicocc, FCC, Santa Elena de Poás, y Altos Frutales.
Tras dos días de operativos en los que se realizaron 57 allanamientos (incluida la Casa Presidencial de Costa Rica) entre la policía judicial y la Fiscalía Adjunta de Probidad, Transparencia y Anticorrupción; las autoridades detuvieron a 30 personas. Contra 14 de ellas el Ministerio Público pidió un año de prisión preventiva, mientras que para el resto pidió medidas cautelares no privativas de libertad con el fin de mantenerlas atadas a la investigación.
Las autoridades estimaron que se dio una malversación de fondos públicos de 78 mil millones de colones (US$ 126,33 millones), mediante el desvío de presupuestos para obras públicas y su redirección a proyectos de las empresas privadas beneficiadas, desfinanciando otras obras de infraestructura.

## El caso y la investigación
El director del Organismo de Investigación Judicial (OIJ), Wálter Espinoza Espinoza, detalló en un vídeo que la actividad operativa inició en el año 2019, tras recibir información confidencial y denuncias particulares que dieron apertura al caso "Cochinilla", denominado así por el comparativo entre el insecto parásito, difícil de encontrar, que si no es exterminado, reaparecerá para arrasar los cultivos; y la forma de operar de las personas involucradas en el caso.
La primera alerta se dio el 27 de noviembre de 2018, cuando en un allanamiento no relacionado con este caso en las oficinas del Consejo Nacional de Vialidad (Conavi), dos funcionarios de la institución se contactaron con agentes del OIJ para informarles de situaciones de posible corrupción en la entidad.
Tras recibir las pistas confidenciales, la policía judicial inició una investigación ese año junto a la Fiscalía General de la República y su sección anticorrupción, logrando la declaratoria de "caso de crimen organizado" que daba autorización para realizar intervenciones y escuchas telefónicas contra las personas involucradas.
El 18 de junio del 2021, el expediente judicial fue filtrado a la prensa por lo que los medios de comunicación empezaron a reportar cuáles eran los hechos que se investigaban y acusaban contra cada uno de los investigados. Entre los sobornos que habrían sido dados por las empresas a los funcionarios públicos se incluyen dinero en efectivo, terrenos, automóviles, favores sexuales y almuerzos de lujo.
El Organismo de Investigación Judicial determinó que las empresas Meco, Cacisa, Constructora Herrera, LGC, Montedes y otras, supuestamente daban sobornos a funcionarios del Conavi para acelerar sus proyectos y luego recuperar lo invertido en la coima emitiendo facturas falsas que eran pagadas con recursos públicos. El informe de la policía judicial apuntó a Tobías Arce Alpízar (funcionario de Meco) como el encargado de entregar los sobornos y crear las facturas falsas a nombre de una firma llamada Trac Pesados, la cual fue contratada por varias de las empresas investigadas.
Las autoridades lograron una declaratoria de "crimen organizado" y realizaron intervenciones telefónicas entre noviembre del 2019 y junio del 2020. En esas conversaciones, según el informe judicial, se reseñó que Constructora Meco pagó sobornos y camufló esos gastos con facturas de TRAC Pesados, propiedad de Tobías Arce Alpízar y quien recibía colaboración de su hijo. Asimismo, el OIJ afirmó que el gerente general de Meco, Carlos Cerdas Araya, dio su aval para legitimar los dineros de las dádivas como gastos legales de la empresa, para lo cual Arce Alpízar coordinaba con González Carballo, gerente de operaciones de Meco y Alejandro Bolaños Salazar, gerente comercial y representante legal de la compañía constructora. En el informe también se menciona que la gerente financiera de Meco, Alejandra Bonilla Guillén, era la encargada de introducir en la contabilidad de la empresa los gastos por sobornos y el salario de Arce, por supuestos servicios profesionales brindados desde TRAC Pesados.
La policía judicial identificó dos facturas de 1.5 millones de colones cobradas por TRAC Pesados a Meco por servicios profesionales, que en realidad se trataban de pago de sobornos a funcionarios del Conavi: ¢250.000 para Hugo Zúñiga Fallas (delegado de firmas de Conservación Vial de Conavi), ¢200.000 para Eliécer Rivera Campos (analista financiero) y ¢158.000 para Luis Mata Madrigal (analista financiero), con el fin de que ellos dieran trámite expedito a facturas de Meco en Conavi. El informe del OIJ también señala que en  del 2020, los mismos funcionarios recibieron un nuevo pago de sobornos por ¢520.000 en conjunto y en marzo de ese mismo año otro de ¢170.000.
Adicionalmente, el periódico La Nación reveló que Meco y Diccoc entregaron dádivas a Carlos Solís Murillo (entonces gerente financiero de Conavi), Carmen Madrigal Rímola (gerente de proveeduría de Conavi) y Marcela Monge Hernández (gerente de adquisición y finanzas del Conavi). La coima consistió en transportar compras personales hechas por ellos tres, en Panamá. También reveló que Constructora Herrera supuestamente le giró ¢4.5 millones y pagó una deuda que Carmen Madrigal Rímola tenía con el Ministerio de Hacienda, a cambio de trato preferencial en contratos de obra pública para la empresa.
La Nación también reveló que las empresas MECO, Hermanos Bustamante, supervisora DICOOC, constructora FCC, Administradores Viales Cacisa y Also Frutales financiaron la fiesta de fin de año, en 2019, para los funcionarios del Conavi, aportando ¢1.2 millones en efectivo, una decena de botellas de alcohol y 70 kilos de carne y chorizo. La actividad tuvo lugar el 28 de noviembre en las instalaciones de recreo del Instituto Costarricense de Acueductos y Alcantarillados (AyA) en Coronado. El OIJ destacó que la dádiva se otorgó en momentos en que las empresas en cuestión tenían facturas pendientes de pago en el Conavi.
Además, el informe filtrado de la policía judicial señaló que Meco, Ingeniería Técnica de Proyectos (ITP) y Compañía Asesora en Construcción e Ingeniería (Cacisa) coludieron para manipular pruebas de control de calidad y pagaron dádivas, para ocultar defectos en la mezcla de asfalto colocada en el viaducto de las Garantías Sociales, un proyecto de infraestructura cuya construcción inició en 2019 y fue inaugurado en abril del 2021; y que fue financiero con recursos del Banco Centroamericano de Integración Económica (BCIE). También se reveló que Meco pintó el edificio del Ministerio de Obras Públicas y Transportes (MOPT), ubicado frente a la zona de construcción, y camufló el gasto como si se tratara de dinero invertido en excavaciones para el paso a desnivel.

## Personas de interés
| Nombre                          | Sector laboral | Cargo                                                                                           | Notas | Referencias |
| ------------------------------- | -------------- | ----------------------------------------------------------------------------------------------- | --- | --- |
| Carmen Madrigal Rímola          | Público        | Directora de proveeduría de Conavi                                                              | La Fiscalía pidió un año de prisión preventiva en su contra. | [ 35 ] [ 13 ] |
| Carlos Solís Murillo            | Público        | Ex gerente financiero del Conavi                                                                | La Fiscalía pidió un año de prisión preventiva en su contra. | [ 35 ] [ 13 ] |
| Elsie Carmona Rivas             | Público        | Funcionaria del Conavi                                                                          | La Fiscalía pidió un año de prisión preventiva en su contra. | [ 35 ] [ 13 ] |
| Harold Mora Obando              | Público        | Funcionario del Conavi                                                                          | La Fiscalía pidió un año de prisión preventiva en su contra. | [ 35 ] [ 13 ] |
| Hugo Fallas Zúñiga              | Público        | Funcionario de la Gerencia de Conservación de Vías y Puentes del Conavi                         | La Fiscalía pidió un año de prisión preventiva en su contra. | [ 35 ] [ 13 ] |
| Carlos Cerdas Araya             | Privado        | Presidente de Meco                                                                              | La Fiscalía pidió un año de prisión preventiva en su contra. | [ 35 ] [ 13 ] |
| Mélida Solís Vargas             | Privado        | Propietaria de H Solís                                                                          | La Fiscalía pidió un año de prisión preventiva en su contra. | [ 35 ] [ 13 ] |
| Abel González Carballo          | Privado        | Gerente general de Meco                                                                         | La Fiscalía pidió un año de prisión preventiva en su contra. | [ 35 ] [ 13 ] |
| Alejandro Bolaños Salazar       | Privado        | Representante legal de Meco                                                                     | La Fiscalía pidió un año de prisión preventiva en su contra. | [ 35 ] [ 13 ] |
| Óscar Martínez Martínez         | Privado        | Presidente de Ingeniería Técnica de Proyectos ITP S. A.                                         | La Fiscalía pidió un año de prisión preventiva en su contra. | [ 35 ] [ 13 ] |
| Tobías Arce Alpízar             | Privado        | Funcionario de Meco                                                                             | La Fiscalía pidió un año de prisión preventiva en su contra. | [ 35 ] [ 13 ] |
| William Herrera Chacón          | Privado        | Gerente general de Constructora Herrera                                                         | La Fiscalía pidió un año de prisión preventiva en su contra. | [ 35 ] [ 13 ] |
| Alister Cervantes Morales       | Privado        | Gerente de Diseño, Inspección y Consultoría en Carreteras y Obras Civiles (Diccoc)              | La Fiscalía pidió un año de prisión preventiva en su contra. | [ 35 ] [ 13 ] |
| Juan Carlos Abarca Quesada      | Privado        | Trabajador de H. Solís y gerente operativo de la empresa Also Frutales                          | La Fiscalía pidió un año de prisión preventiva en su contra. El juzgado rechazó la prisión preventiva y le impuso mantener domicilio fijo y firmar una vez por semana en la Fiscalía. | [ 35 ] [ 13 ] [ 36 ] |
| Laura Clotilde Chaves Mora      | Público        | Funcionaria de Conavi en la Unidad Ejecutora del Puente Binacional en Sixaola                   | La Fiscalía pidió medidas cautelares no privativas de libertad en su contra. | [ 35 ] |
| José Manuel Rojas Monge         | Público        | Director financiero del Conavi                                                                  | La Fiscalía pidió medidas cautelares no privativas de libertad en su contra. | [ 35 ] |
| Edgar May Cantillano            | Público        | Ingeniero de Proyectos del Conavi                                                               | La Fiscalía pidió medidas cautelares no privativas de libertad en su contra. | [ 35 ] |
| Marlon Vinicio Zamora Ulloa     | Público        | Funcionario responsable de autorizar los presupuestos extraordinarios en la Tesorería Nacional  | La Fiscalía pidió medidas cautelares no privativas de libertad en su contra. | [ 35 ] |
| Erick Rodríguez Araya           | Público        | Funcionario del MOPT                                                                            | La Fiscalía pidió medidas cautelares no privativas de libertad en su contra. | [ 35 ] |
| Abraham Sánchez Castro          | Público        | Ingeniero del Conavi                                                                            | La Fiscalía pidió medidas cautelares no privativas de libertad en su contra. | [ 35 ] |
| Eliécer Rivera Campos           | Público        | Funcionario responsable de la ejecución presupuestaria del Conavi                               | La Fiscalía pidió medidas cautelares no privativas de libertad en su contra. | [ 35 ] |
| Luis Quesada Pérez              | Público        | Funcionario del MOPT                                                                            | La Fiscalía pidió medidas cautelares no privativas de libertad en su contra. | [ 35 ] |
| Mauricio Ortiz Vega             | Público        | Funcionario responsable de la ejecución presupuestaria del Conavi                               | La Fiscalía pidió medidas cautelares no privativas de libertad en su contra. | [ 35 ] |
| Sergio Lobo Bejarano            | Público        | Jefe de tesorería del Conavi                                                                    | La Fiscalía pidió medidas cautelares no privativas de libertad en su contra. | [ 35 ] |
| Marcela Monge Hernández         | Público        | Gerente de adquisición y finanzas del Conavi                                                    | La Fiscalía pidió medidas cautelares no privativas de libertad en su contra. | [ 35 ] |
| Mario Quesada Aguirre           | Público        | Vicepresidente del Tribunal Administrativo de Transporte                                        | La Fiscalía pidió medidas cautelares no privativas de libertad en su contra. | [ 35 ] |
| Alejandra Bonilla Guillén       | Privado        | Representante legal de Meco                                                                     | La Fiscalía pidió medidas cautelares no privativas de libertad en su contra. | [ 35 ] |
| Edwin Castro Rodríguez          | Privado        | Presidente de Sociedad Constructora Montedes                                                    | La Fiscalía pidió medidas cautelares no privativas de libertad en su contra. | [ 35 ] |
| Sonia Solís Vargas              | Privado        | Secretaria de Sociedad Altos Frutales                                                           | La Fiscalía pidió medidas cautelares no privativas de libertad en su contra. | [ 35 ] |
| Luis Alberto Ureña Villalobos   | Público        | Funcionario de la Dirección de Geología y Minas del Ministerio de Ambiente y Energía (Minae)    | La Fiscalía pidió medidas cautelares no privativas de libertad, sin embargo, el juzgado las rechazó y le dejó en libertad.                                                            | [ 35 ] [ 36 ] |
| Mario Rodríguez Vargas          | Público        | Director Ejecutivo interino del Conavi                                                          | Investigado, pero no fue detenido ni se pidieron medidas cautelares. | [ 35 ] |
| Gabriela Trejos Amador          | Público        | Gerente de Asuntos Jurídicos del Conavi                                                         | Investigado, pero no fue detenido ni se pidieron medidas cautelares. | [ 35 ] |
| Johnny Barth Ramírez            | Público        | Gerente de Contratación de Vías y Puentes del Conavi                                            | Investigado, pero no fue detenido ni se pidieron medidas cautelares. | [ 35 ] |
| Ana Ruth Alfaro Padilla         | Público        | Funcionaria de la gerencia de Conservación de Puentes del Conavi                                | Investigado, pero no fue detenido ni se pidieron medidas cautelares. | [ 35 ] |
| Edgar Meléndez Cerda            | Público        | Gerente interino de Conservación de Vías y Puentes del Conavi                                   | Investigado, pero no fue detenido ni se pidieron medidas cautelares. | [ 35 ] |
| Allan Ugalde Rojas              | Público        | Gerente de la División de Contratación Administrativa de la Contraloría General de la República | Fiscalía informa al Periódico La Nación el 23 de enero de 2023 que no figura en la lista de investigados                                                                              | https://www.nacion.com/el-pais/servicios/fiscalia-excluye-a-exgerente-de-contraloria-de/H4QCGO5MVVDJVIHTJTP4X3AYRQ/story/ |
| Juan Camilo Saldarriaga Jiménez | Público        | Asesor del presidente Carlos Alvarado Quesada                                                   | Investigado, pero no fue detenido ni se pidieron medidas cautelares. Renunció a su cargo el día en que estalló el caso.                                                               | [ 35 ] [ 37 ] [ 38 ] [ 39 ]                                                                                               |
| Roberto Acosta Mora             | Privado        | Esposo de Mélida Solís                                                                          | Investigado, pero no fue detenido ni se pidieron medidas cautelares. | [ 35 ] |
| Keylor Godínez Abarca           | Privado        | Gerente de Proyectos H. Solís                                                                   | Investigado, pero no fue detenido ni se pidieron medidas cautelares. | [ 35 ] |
| Sonia Solís Vargas              | Privado        | Hermana de Mélida Solís y secretaria de la sociedad de Also Frutales                            | Investigado, pero no fue detenido ni se pidieron medidas cautelares. | [ 35 ] |
| Alejandro Acosta Mora           | Privado        | Cuñado de Mélida Solís y esposo de Sonia Solís                                                  | Investigado, pero no fue detenido ni se pidieron medidas cautelares. | [ 35 ] |
| Max Sittenfeld Apple            | Privado        | Ingeniero de Meco                                                                               | Investigado, pero no fue detenido ni se pidieron medidas cautelares. | [ 35 ] |
| Luis Fernando Gutiérrez Vargas  | Privado        | Gerente de la Unidad de Asfaltos en Constructora Meco                                           | Investigado, pero no fue detenido ni se pidieron medidas cautelares. | [ 35 ] |
| Priscilla Naranjo Vargas        | Desconocido    | Desconocido                                                                                     | Investigado, pero no fue detenido ni se pidieron medidas cautelares. | [ 35 ] |
| Álex Arce Barrantes             | Desconocido    | Desconocido                                                                                     | Investigado, pero no fue detenido ni se pidieron medidas cautelares. | [ 35 ] |
| Randall Zamora Zúñiga           | Desconocido    | Desconocido                                                                                     | Investigado, pero no fue detenido ni se pidieron medidas cautelares. | [ 35 ] |
| Rafael Araya Mena               | Desconocido    | Desconocido                                                                                     | Investigado, pero no fue detenido ni se pidieron medidas cautelares. | [ 35 ] |
| Cristian Fallas Hernández       | Desconocido    | Desconocido                                                                                     | Investigado, pero no fue detenido ni se pidieron medidas cautelares. | [ 35 ] |
| Luis Mata Madrigal              | Desconocido    | Desconocido                                                                                     | Investigado, pero no fue detenido ni se pidieron medidas cautelares. | [ 35 ] |

## Consecuencias
El día en que el caso fue revelado, los medios de comunicación centraron su atención en el allanamiento a la Casa Presidencial, segunda vez que ocurría durante la administración de Carlos Alvarado Quesada; y el que su asesor, Juan Camilo Saldarriaga Jiménez, figurara dentro del caso como persona investigada. Saldarriaga anunció su renuncia al cargo, afirmó ser inocente y que solo formaba parte del expediente porque había sido mencionado en una llamada telefónica por parte de otras personas investigadas.
El 14 de junio, los diputados Franggi Nicolás Solano del Partido Liberación Nacional y el independiente Jonathan Prendas Rodríguez anunciaron la presentación de una moción para crear una comisión especial investigadora en la Asamblea Legislativa sobre el caso Cochinilla, la cual tendría que rendir su informe en el mes de diciembre del 2021. El presidente Carlos Alvarado anunció su apoyo a la integración de ese foro legislativo, el cual fue creado el 21 de junio por votación unánime del Congreso e instalado al día siguiente, bajo la presidencia del diputado socialcristiano Pablo Heriberto Abarca, y con el apoyo en la secretaría de la diputada Paola Valladares Rosado.
El 15 de junio, la firma Fitch Ratings rebajó la calificación crediticia de Constructora Meco de ‘AA-(pan)’ a ‘A-(pan)’, citando específicamente el escándalo de corrupción revelado en Costa Rica, y el impacto potencial en las operaciones, resultados y reputación de la compañía, por lo que además de la degradación en su calificación crediticia, colocaba una perspectiva negativa, lo que implica la posibilidad de que ocurrieran degradaciones posteriores.
El 23 de junio, el ministro de Obras Públicas y Transportes, Rodolfo Méndez Mata anunció la no ampliación de los 22 contratos de mantenimiento de la red vial nacional, lo que dejaría las rutas sin mantenimiento por algún tiempo. El propósito, explicó, era modificar los carteles de licitación de modo que nunca más se volvieran a usar algunos parecidos a los que estaban destinados a beneficiar a las empresas investigadas, además de que la intervención en Conavi serviría para que Meco y H. Solís no volvieran a ganar contratos con el Estado.
Méndez declaró: «Conocidos los hechos que han afectado la transparencia, la legalidad y la ética en la ejecución de los contratos vigentes, he tomado la decisión de que los 22 contratos (20 de los cuales están suspendidos desde el año anterior) no serán ampliados en favor de las empresas actualmente adjudicadas.»

## Inhibitorias de la fiscala general y fiscal general subrogante
La fiscala general de la República, Emilia Navas Aparicio, anunció que tendría que inhibirse de tramitar el caso Cochinilla porque su esposo, Francisco Campos Aguilar, había asumido el papel de defensor de personas investigadas ligadas a las empresas mencionadas en este caso, por lo que tenía conflicto de intereses. Navas y Campos contrajeron matrimonio en diciembre de 1984, sin embargo, se divorciaron en 2010, aunque ella afirma que la separación solo duró nueve meses y desde entonces viven juntos, con sus hijos, y por lo tanto lo sigue considerando su marido.
Esta fue la octava vez que Navas tuvo que inhibirse de tramitar investigaciones penales por situaciones de conflicto de interés, sumándose a otros escándalos en el país donde ella no pudo liderar la causa, incluyendo: caso Aldesa, caso Soresco, caso Ruta 27, entre otros. Debido a ello, los Sindicatos del Poder Judicial pidieron a la Corte Plena que destituyera a Navas de su cargo, por considerar que la inhibitoria no solucionaba el problema "pues la probidad no está solamente en apartarse, sino en permitir que las políticas de persecución penal sean asépticas, lo cual no es posible si la persona que al fin y al cabo es la jefa de quienes promueven la acción penal (de acuerdo con los principios de Unidad y Dependencia Jerárquica) constantemente se aparta del control, supervisión y dirección de los casos de corrupción que más daño están causando a la sociedad costarricense”.
La diputada del Partido Unidad Social Cristiana, Shirley Díaz Mejía, también pidió la renuncia de la fiscala general. Sin embargo, Navas dijo en una conferencia de prensa que no dejaría su puesto, y que al país le convenía que ella siguiera al frente del Ministerio Público.
Ante la inhibitoria de Navas, correspondería al fiscal general subrogante asumir el caso. Sin embargo, con apenas unas horas de haber sido nombrado en ese puesto de forma propietaria, Warner Molina Ruiz anunció que también tendría que inhibirse de conocer el caso porque su cuñada, Elsie Carmona Rivas (funcionaria del Conavi), era una de las personas investigadas y que fueron detenidas por la policía judicial durante los allanamientos.
La Corte Plena debatió por más de nueve horas el 21 de junio de 2021 sobre si abrir una investigación preliminar en contra de Emilia Navas Aparicio, la cual fue rechazada finalmente con una votación de 6 magistrados a favor y 16 en contra. En su lugar, la Corte decidió nombrar al fiscal adjunto de la Fiscalía de Fraudes y Cibercrimen, Miguel Ramírez López, como fiscal general subrogante ad hoc para el caso Cochinilla. El 25 de junio Navas anunció que se acogería a su pensión.
El informe de labores presentado por la fiscala Navas ante la Corte Plena fue cuestionado por los magistrados como incompleto, en consecuencia se trasladó a la Contraloría General.

## Reacción del gobierno
Mediante un video en sus redes sociales oficiales, el presidente de la República Carlos Alvarado Quesada manifestó sentir «indignación, molestia y rabia» por los hechos denunciados. El expresidente Luis Guillermo Solís manifestó su condena de los hechos y recordó que durante su Gobierno presentó el proyecto de ley para el cierre de Conavi, el cual no fue aprobado en sede legislativa. El ministro del ramo Rodolfo Méndez manifestó que «teníamos conocimiento de esto desde el inicio y acudimos al OIJ».
Días después el presidente Alvarado pidió una intervención del Conavi, la cual se materializó al día siguiente y por un periodo inicial de seis meses, a cargo de cinco personas que intervinieron los departamentos administrativos, financieros, legales y técnicos de la institución.